# فتوة درب العسال (فلم)
فتوة درب العسال هو فيلم مصري من إخراج أحمد ثروت  وبطولة سعيد صالح، إسعاد يونس، يوسف شعبان، أحمد عدوية، فريدة سيف النصر وصبري عبد المنعم.

## نبذة
يسدد البرنس ديون مصنع الحلويات الذي ورثته الأختان طعمة وكايداهم عن والدهما مقابل شراء نصف المصنع، يلتحق لطفي بالعمل لدى البرنس فتعجب به طعمة، تهاجم الشرطة البرنس لاتجاره في المخدرات، لكن النونا يسجن بدلًا منه، يصاب لطفى في إحدى المعارك بين الشرطة وعصابة البرنس، تكتشف طعمة أن لطفي ضابط شرطة وتقرر التعاون معه للإيقاع بالبرنس، يجاري لطفي البرنس في عمليات تجارة العملة ويكتشف هوية زعيم العصابة.

## طاقم العمل
- سعيد صالح بدور المعلم البرنس
- إسعاد يونس بدور طعمة
- يوسف شعبان بدور لطفي السيد
- أحمد عدوية بدور عمر
- فريدة سيف النصر بدور لواحظ
- صبري عبدالمنعم بدور الدكش
- حسين الشربيني بدور النونا

## وصلات خارجية
- مقالات تستعمل روابط فنية بلا صلة مع ويكي بيانات